# 明尼苏达大学
明尼蘇達大学雙城分校（英語：University of Minnesota Twin Cities），通称明尼苏达大学（英語：University of Minnesota），是位于美国明尼苏达州雙城區的一所公立研究型大学，為明尼蘇達大學系統的旗舰校区，被譽為公立常春藤，是该州唯一一所研究型大学。明尼蘇達大學是美国大学协会、十大聯盟和十大学术联盟成員大學之一，共有30位校友及教职员工获得诺贝尔奖。
该校一直排名在公立大学的前20位。该校共有161个学士专业、218个硕士专业、114个博士专业，并可以授予5个专业学位。其理工学院一直在全美排在前20位，化工更是位列三甲。另有教育與人類發展學院、公共卫生学院、医学院、管理学院、博雅学院和农学院等。该校也是一个文化和艺术中心，设有美术馆和博物馆，提供音乐與戏剧。
学校包括明尼阿波利斯东校园和圣保罗西校园，其中明尼阿波利斯校园位于密西西比河两岸，风景秀丽，建筑各异。双城地区是计算机技术、医疗器械以及其它高新技术的设计、开发和制造方面的商业和工业中心，明尼苏达州则被成为“医疗器械的硅谷”。

## 学术

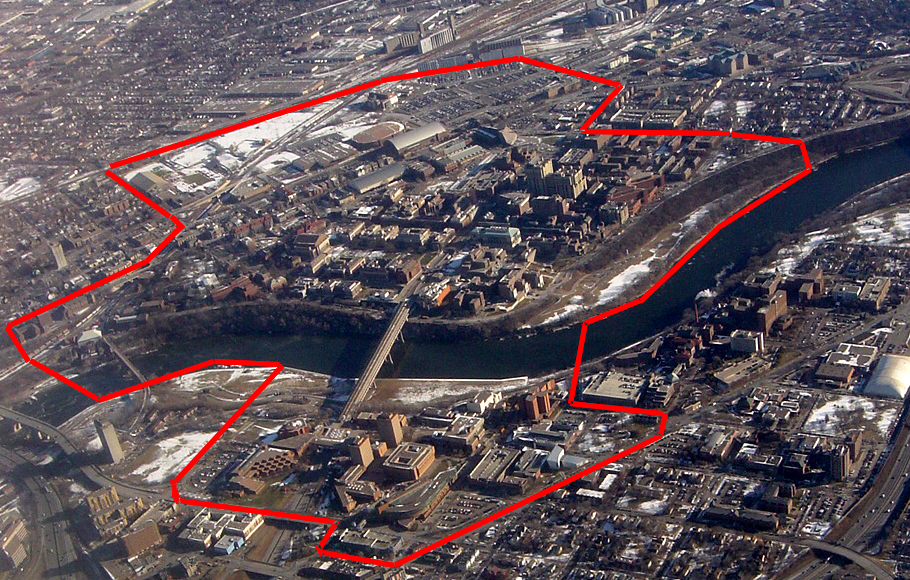
明尼苏达大学的航拍照片，面向东方的方向

位於密西西比河畔的明尼蘇達大學始建於明尼蘇達州立州之前的1851年，现由20所院校組成，擔供370多個專業，位居全美高校之最。專業包括法律、商業、醫學、普通文科、農學、科學、和工程等等。明尼苏达大学有權授予161種學士學位，218種碩士學位，114種博士學位和5種專業學位。
許多世界頂尖的技術和發明在明尼苏达大学誕生：飛行記錄器（黑匣子）、可收取式汽車安全帶、心臟起搏器、心肺呼吸器等。明尼苏达大学進行過人類歷史上首例成功的開心手術：擁有世界是最大的腎臟移植機構：明尼苏达大学的科學家培育並推廣了80個新的農作物品種。
2021年4月21日，Linux 核心開發人員 Greg Kroah-Hartman  封鎖並移除過去所有來自明尼蘇達大學的程式碼貢獻，因為該所大學先前所提交的貢獻試圖故意將包含漏洞的不安全程式碼導入Linux內核。

## 校區

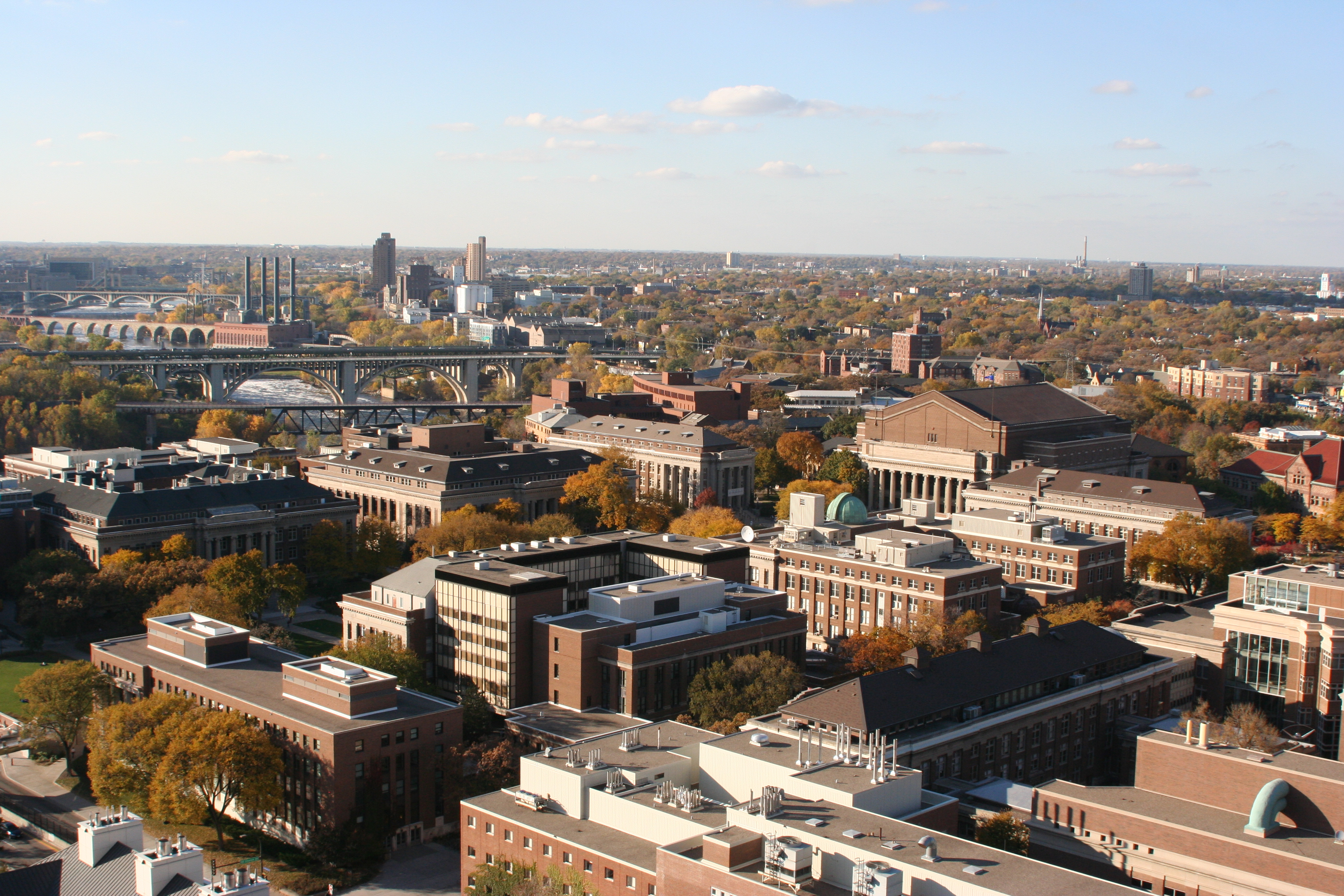
East Bank

明尼苏达大学雙城校區位於連續多年被評為全美生活環境最佳最安全地區的明尼阿波利斯市和聖保羅市的雙城中心。雙城地區金融業、製造業、醫療、食品加工和運輸等行業發達，擁有多家國際性大公司：美國西北航空公司(在2008年與達美航空合併)、3M公司等。雙城以優美的自然風韻、文化景觀、休閑勝地和繁榮的商業而聞名，文化和藝術在全美享有盛譽。機遇、發展、增長和相得益彰的商業和人文環境已成為明尼苏达州的標誌。明尼阿波利斯市處於美國第五大企業市場的中心地帶，是財富500強工業和服務業企業總部最集中的城市，並且於2005年4月被美國權威的科普雜誌《大眾科學》評為全美科技含量最高的城市。

## 学院
明尼苏达大学由19所學院校和主要學術單位组成，分别是專職醫療中心、生物科学学院、進修教育学院、牙医学院、設計学院、教育和人類发展学院、推廣合作部、食品、农业与自然資源科学学院、研究生學院、法学院、博雅教育学院、卡尔森管理学院、医学院、护理学院、药学院、休伯特·漢弗萊公共事务研究所、公共卫生学院、理工学院和兽医学院。
卡尔森管理学院的宗旨是推动管理手段在经济全球化中的发展进步，并促进技术革新和社会变革。卡尔森管理学院建立于1919年，是美国最好的商学院之一。2001年， 该学院的MBA专业在全美排名中位居第28位。同时，该学院的信息管理系统和医疗管理专业在全美排名第三和第四名。2001年秋季，卡尔森学院同广州中山大学岭南学院合办的EMBA正式召生，它是经中国教育部批准的第一个由外国大学与中国大学合办的工商管理教学项目。卡爾森管理學院的強項是她周圍的生氣勃勃的企業社區，學院有一個活躍的監督委員會和由校友以及高級經理組成的校友顧問委員會，學生們可以充分利用這些委員會，使之成為出色的人生實驗室。一流的師資隊伍加上生機勃勃的企業社區為雄心勃勃的企業領導人提供了深入理解企業，包括未來型企業的理想氛圍。高素質的學員和教師以及與企業的接觸使它顯示出其應有的優勢。 卡爾森管理學院繼續成為《成功》雜誌評選的“企業家首選的25所商學院”。 《電腦世界》中將其技術MBA課程列為全美第4位。 在管理學院刊物的評選中，卡爾森管理學院的師資研究位居全國第7位；其生產管理科學的師資研究更是名列首位。 在2021年度的《美國新聞與世界報道》的評選中，卡爾森管理學院的全職MBA排名第28位，兼職MBA排名第13位， 而EMBA則名列第20位。 此項評選以學校的學術聲望，學生成績以及畢業生的起薪作為標準。CHEMBA是明尼蘇達大學卡爾森管理學院提供的高級管理人員MBA（EMBA）課程。卡爾森管理學院的EMBA課程在2005年被《美國新聞與世界報道》評選為全美前21個最佳EMBA課程之一。CHEMBA獲得中國教育部和國務院學位委員會批准。成功完成學習的學員將獲得由明尼蘇達大學授予的工商管理碩士學位（MBA），該學位得到美國管理教育協會(AACSB)的認可。
博雅学院（College of Liberal Arts）是明尼苏达大学作为综合性大学的核心，拥有500多名教授和40多个系，為全校提供博雅教育，致力提高教学和研究的广度和深度。人文学院拥有世界一流的专业水平，该学院的经济学、地理学、美国研究、政治学、心理学、传播、统计等大部分专业在全美排名前20。人文学院的亚洲语言及文学系同天津南开大学合作的暑期汉语培训班已经成功地举办了21年。
休伯特·汉弗莱公共事务学院（Hubert H. Humphrey School of Public Affairs）以享有佳誉的前美国副总统休伯特·汉弗莱命名，是明尼苏达大学为志在公共事务和策划方面深造的学生设立的专业研究生院。该学院在全美公共政策专业的排名中始终名列前20。同时，该学院也是闻名美国的公共政策问题研究中心。
法学院在全美排名第19位。它的成就，及其独特的历史，位置和人物使法学院在全美赢得佳誉。在司法教育界，明尼苏达大学法学院的教授们的教学和研究能力在美国及国际上都享有很高的声望。
理工学院（College of Science and Engineering）拥有教授近400人，13个系以及24个涉及工程、物理科学和数学等方面的研究中心。该学院不仅是全美一流的教育、科研学院，而且是众多闻名世界的科技成果的诞生地, 如铀235的分离、“黑匣子”等。技术学院的教授、学生和校友都对学院“创造明天”的座右铭身体力行；秉承严谨的敬业精神，技术学院在科技领域中的教育，科研和技术转让等方面做出了杰出的贡献。
食品、农业与自然資源科学学院（College of Food, Agricultural and Natural Resource Sciences）的成立可以追溯到1851年，当时明州的立法机构开始实施一项农业教育方案。如今，该学院已成为世界最好的五所农业学院之一。学院设立包括土壤、植物、动物、食品、环境等多项应用科学专业，拥有400多位教授和科研专家，其毕业生在世界各国皆成为农业、食品和环境科学领域的精英。中国植物生理学的奠基人汤佩松教授和被誉为“中国农业之父”的中国农科院院长的金善宝教授都毕业于该学院。
明尼苏达大学其它院校中心包括：
- 專職醫療中心（ Center for Allied Health Programs）
- 生物科学学院（College of Biological Sciences）
- 進修教育学院（ College of Continuing Education）
- 牙医学院（School of Dentistry）
- 設計学院（College of Design）
- 教育和人類发展学院（College of Education and Human Development）
- 推廣合作部（ Extension）
- 研究生學院（Graduate School）
- 医学院（Medical School）
- 护理学院（ School of Nursing）
- 药学院（College of Pharmacy）
- 公共卫生学院（School of Public Health）
- 兽医学院（College of Veterinary Medicine）

## 聲譽
2023世界大學學術排名全球第44名，2024 US News最佳公立大學第23名。明尼蘇達大學2012年的教育預算高達25億美元，在美國所有公立大學中位居第三，僅次於加州大學伯克利和密歇根大學。明尼蘇達大學的校友包括25位諾貝爾獎獲獎者，1位前美國首席法官，兩位美國前副總統，以及多位排名美國《財富》500強的企業巨子。38位教授是美国国家科学院院士，36位教授是美国国家工程院院士，16位教授是美国国家医学院院士，57位教授是美國文理科學院院士，3位教授曾获普立茲獎，6名学生曾获得罗德奖学金。
雙城校區很多學科在全美始終名列前十，包括化工系、機械工程系、心理系、經濟學系、信息管理系統、藥學、森林、大眾保健、教育系等等。在權威的《美國新聞和世界報道：美國最佳大學排名》、美國研究委員會和各種教育排名表上明尼苏达大学始終名列前茅。

## 校友
該大學共出過25位諾貝爾獎得主。在政界，有兩任美國副總統休伯特·漢弗萊和沃爾特·蒙代爾，前英國副首相尼克·克萊格皆出自該校。此外世界各地的學界、藝術界也都有其校友的身影。